# Spy Game
Spy Game è un film del 2001 diretto da Tony Scott.

## Trama
Nathan Muir è un agente operativo della CIA che, come dicono i suoi capi, "ha sempre portato a termine la sua missione", con qualunque mezzo e a qualunque costo, in nome del "bene supremo": la difesa degli interessi statunitensi nel mondo. Ma siamo ormai nel 1991 e la fine della guerra fredda ha portato gli USA a focalizzare i propri obiettivi strategici su altri punti di tensione del pianeta.
Lui è ormai giunto al termine della carriera e sogna di ritirarsi "in un posto caldo" da acquistare con i "risparmi di una vita", ma proprio l'ultimo giorno prima della pensione Tom Bishop, un agente dell'Agenzia che Nathan ha reclutato 16 anni prima mentre era ancora un giovane soldato in Vietnam, si mette nei guai. Bishop ha cercato di far evadere da una prigione cinese una donna occidentale che vi è reclusa, senza riuscirci e venendo anche lui imprigionato e torturato.
Nella sede della CIA, a Langley, Muir partecipa alle riunioni di una unità di crisi che cerca una soluzione alla imbarazzante vicenda. I capi dell'Agenzia non vogliono però dirgli come stanno effettivamente le cose, ma Muir le intuisce: Bishop verrà abbandonato al proprio destino per non creare un caso internazionale che possa compromettere un importante accordo commerciale fra USA e Cina. Nel frattempo ricostruisce il suo rapporto con Bishop, dal primo incontro durante la guerra del Vietnam nel 1975 e il susseguente reclutamento nella Germania Ovest nel 1976 sino a una sanguinosa operazione durante la guerra civile in Libano nel 1985 che li separerà definitivamente.
La donna rinchiusa nella prigione è Elizabeth Hadley, una rivoluzionaria irlandese conosciuta a Beirut, della quale Bishop si è innamorato e che Muir ha fatto rapire e incarcerare dai cinesi con un duplice scopo: quello di fornire loro uno dei colpevoli della morte del figlio di un importante esponente del governo di Pechino, avvenuta in un attentato al quale lei ha partecipato, e inoltre per allontanarla dal "discepolo". Sentendosi in colpa per aver sottovalutato i sentimenti di Bishop verso la donna, Muir rinuncerà ai "risparmi di una vita" per liberare il suo amico con un'azione "privata" da lui costruita all'interno della CIA in 24 ore e da lui denominata operazione "Cena fuori" (Dinner Out).

## Ispirazione
Secondo alcune fonti, il finale del film è ispirato al celebre romanzo di Fred Uhlman L'amico ritrovato.

## Dediche
Il film è dedicato ad Elizabeth Jean Scott, madre del regista, deceduta nel 2001. Sempre a lei Ridley Scott, fratello di Tony, ha dedicato nello stesso anno Black Hawk Down - Black Hawk abbattuto.